# Хлориты
Хлориты — группа слюдоподобных минералов из подкласса листовых силикатов класса силикаты.
Кристаллизуются в моноклинной сингонии, имеют слюдоподобную спайность и низкую твёрдость. Тонкие листочки хлоритов гибкие, но не обладают упругостью (сохраняются в согнутом положении).
Широко распространены в природе. В изобилии находятся в метаморфических горных породах и кварцевых жилах. Образуются преимущественно при низкотемпературных гидротермальных процессах, при метаморфизме и изменении горячими растворами горных пород, содержащих алюмо-магнезиальные и железистые силикаты. Распространены и в осадочных железорудных месторождениях, слагая силикатные железные руды, возникающие в условиях недостатка кислорода среди морских осадков, богатых Fe.
Хлорит, который довольно часто встречается в глинистых почвах, состоит из слоя кремнезема, слоя глинозема, еще одного слоя кремнезема, а затем либо листа гиббсита (Al), либо брусита (Mg). Имеет структуру 2:1:1. В хлорите наблюдается значительное изоморфное смещение, иногда слой брусита или гиббсита может отсутствовать. Из-за отсутствия этого слоя вода может легко проникать между пластинами и делает минерал подверженным набуханию. Однако в целом он гораздо менее активен, чем монтмориллонит.